# Tourijärvi
Tourijärvi är en sjö i kommunen Loppis i landskapet Egentliga Tavastland i Finland. Sjön ligger 126,4 meter över havet. Den är 16,4 meter djup. Arean är 40 hektar och strandlinjen är 3,82 kilometer lång. Sjön  ingår i Kumo älvs huvudavrinningsområde.   Den ligger omkring 34 km sydväst om Tavastehus och omkring 76 km nordväst om Helsingfors. 